# Ricardo Alarcón (empresario)
Ricardo Humberto Alarcón Pereiro (Montevideo, 19 de noviembre de 1947), es un empresario y dirigente deportivo uruguayo, que ejerció como presidente del Club Nacional de Football durante dos períodos, entre diciembre de 2006 y diciembre de 2012.

## Primeros años
Nació el 19 de noviembre de 1947 en el barrio Buceo, como el menor de los cuatro hijos de Carlos Alarcón, un chileno que se instaló en Uruguay en su adolescencia luego de que sus padres murieran en un terremoto, y su esposa Lucía Pereiro, quien murió cuando Ricardo tenía dos años. Criado en Barrio Cordón, cursó los primeros cuatro años de educación primaria en el Instituto Crandon y los dos últimos en la Escuela Pública José Pedro Varela. Sus estudios secundarios los cursó en el Liceo n.º 2 Miranda, en el que se sirvió como secretario general de la asociación de estudiantes, y en el Liceo Militar durante dos años.

## Trayectoria
Alarcón es un destacado empresario, fue presidente de la aerolínea Pluna, y fundador de Credisol. Es el principal responsable del emprendimiento llamado La Ciudad de los Chicos, la cual se ubicaba en el Montevideo Shopping. En 2022 realizó una participación en televisión bajo el personaje de «Rino», formando parte del programa ¿Quién es la máscara?, donde fue el 8.° desenmascarado.

### Presidencia deNacional
Alarcón desde su llegada a la presidencia en 2006, marcó una nueva política administrativa del club. Se implementó un proyecto llamado "Cultura Nacional" dirigido a apuntalar la imagen institucional del club y reforzar su estructura institucional, tales como el caudal de socios, la ampliación del Gran Parque Central, entre otros. En diciembre de 2009, se presentó a la reelección para el cargo de presidente ganando las elecciones por abrumadora mayoría, obteniendo 10 cargos para su lista, contra sólo uno para la lista opositora conducida por Mario Garbarino.
En el plano deportivo, Nacional conquistó el Campeonato Uruguayo 2008-09, el Campeonato Uruguayo 2010-11 y Campeonato Uruguayo 2011-12 además de las Liguillas Pre-Libertadores de 2007 y 2008, y también logró alcanzar unas de las mejores posiciones a nivel continental de los últimos años, al llegar a las semifinales en la Copa Libertadores 2009.
En cuanto a los logros a nivel social, el 15 de octubre de 2009 se dio a conocer que el club llegó a los 25.000 socios, incrementando en un 42,86% su caudal social durante 2 años y medio de su presidencia, tomando en cuenta que el club contaba con aproximadamente 17.500 socios en el inicio de su mandato. Otra marca importante sucedió al comienzo de su segundo período consecutivo, cuando el 12 de marzo de 2010, el club llegó a la marca de los 29.564 socios, superando de esta manera el récord del club (y del fútbol uruguayo) de 29.563 socios registrados en 1992, durante la presidencia de Ceferino Rodríguez. Al cierre de su segundo mandato en noviembre de 2012, previo a la entrega de su presidencia, Nacional contaba con alrededor de 52000 socios.
Fue sucedido en el cargo por Eduardo Ache el 12 de diciembre de 2012.